# Jam 1980's
Jam 1980's è il quarantanovesimo album in studio del cantante statunitense James Brown, pubblicato nel 1978.

## Tracce
1. Jam – 11:49
2. The Spank – 6:45
3. Nature – 10:17
4. Eyesight – 5:30
5. I Never, Never, Never Will Forget – 3:59